# Veszelszki Ágnes
Veszelszki Ágnes (Kiskunhalas, 1982. május –) magyar nyelvész, kommunikációkutató, egyetemi oktató. Főbb kutatási területei: a mesterséges intelligencia társadalmi és nyelvi hatásai; a vizuális megtévesztés (deepfake), a marketing és a nyelvészet kapcsolódási lehetőségei (saját megnevezésével: marketolingvisztika), továbbá a borkommunikáció és a protokollkommunikáció.

## Munkássága
A Nemzeti Közszolgálati Egyetemen a 2024. augusztus 1-jén létrejött Nemeskürty István Tanárképző Kar alapító dékánja. Ugyanitt docensi pozícióban dolgozik, az NKE-n alapította meg 2023 januárjában a Digitális Média és Kommunikáció Tanszéket, amelynek a vezetője. Előtte 2022 szeptemberéig a Budapesti Corvinus Egyetem Kommunikáció és Szociológia Intézetének egyetemi docense, 2020-tól az újonnan megalakult Kommunikáció- és Médiatudomány Tanszék vezetője volt. Korábban az ELTE Bölcsészettudományi Karán dolgozott egyetemi adjunktusként (2015-től), tanársegédként (2009-től), doktoranduszként (2006-tól) és demonstrátorként (2004-től). Itt a magyartanári képzésben részt vevő hallgatók oktatásával is foglalkozott. Emellett kurzusokat tart(ott) a Budapesti Metropolitan Egyetemen, a Mathias Corvinus Collegiumban, illetve a Szent Ignác Jezsuita Szakkollégiumban is. 2010-től az MTA Modern Filológiai Társaság Filológia.hu online folyóiratának a szerkesztője, 2021-től a folyóirat főszerkesztője. Itt 2009 óta a kétévente meghirdetett Az év szakdolgozata pályázat koordinátora is volt. A BME-n működő Visual Learning Lab nemzetközi kutatóműhely tagja. Több évig a TudCom tudománykommunikációs kutatócsoport, illetve a CGI-Deepfake kutatócsoport alapító vezetője volt.
Kutatási témájával, a digitális kommunikáció minél teljesebb körű nyelvészeti leírásával egyetemi tanulmányai kezdete, 2000 óta foglalkozik, 2002 óta folyamatosan publikál és tart előadásokat, magyar és idegen nyelven. Az infokommunikációs technológia hatása a nyelvre című doktori disszertációját e témában 2011-ben védte meg az ELTE BTK-n, summa cum laude minősítéssel. E munkában vezette be a netnyelvészetbe a digilektus fogalmát.
A digilektus hatása az írásbeli és a szóbeli kommunikációra egy kérdőíves vizsgálat alapján című, a Magyar Nyelvőr folyóiratban megjelent cikke a 2014. májusi érettségi vizsga szövegértési feladatsorának alapjául szolgált.
A digitális kommunikáció kutatása mellett foglalkozik a marketing és a nyelvészet érintkezési területeivel, a neologizmusok témakörével, új szövegműfajokkal (gasztroblogokkal, slam poetryvel), továbbá oktatási, anyanyelv-pedagógiai kérdésekkel is. Legújabban a borkommunikáció és a protokollkommunikáció területei kötődnek a munkásságához. E két utóbbi területhez kapcsolódik a 2018-ban megjelent Borkommunikáció, illetve a 2021-ben publikált Illemkalauz című könyve. A Protokollkommunikáció című, viselkedéskultúrával foglalkozó Instagram-oldalát 100 ezernél többen követik.  
2010-ben alapította az azóta is rendszeresen működő Kommunikáció: internet és média extrakurrikuláris, tehetséggondozó nyelvészeti műhelyt, amelynek tagjai rendszeresen részt vesznek az OTDK kari és országos fordulóiban (egy első, három második és egy harmadik országos helyezés kapcsolódik a műhelyhez). A műhely tagjaival készítette el a digitális kommunikációhoz köthető új szókincselemek összefoglalásául a több mint kétezer új, a digitális kommunikációhoz kötődő szót tartalmazó Netszótárt.
2020 júliusában jelent meg a Karanténszótár című könyve, amely négyszáz, 2020 januárja és júniusa között megjelent új szót, ún. neologizmust tartalmaz, magyarázatokkal és valós példamondatokkal ellátva. A Karanténszótár 2., több mint 1200 szócikkre bővített kiadását 2022-ben jelentette meg.
Az Országos középiskolai tanulmányi verseny (OKTV) magyar nyelvi bizottságának a tagja, ahol kezdeményezte a versenyfordulók feladatainak az újabb szövegműfajokhoz igazítását.

## Tanulmányai
Az Eötvös Loránd Tudományegyetemen szerzett magyar nyelv és irodalom, illetve német nyelv és irodalom szakos bölcsész- és tanári diplomát. Germanistaként egy tanévet a németországi Ruhr-Universität Bochum hallgatója is volt. Itt írta meg német nyelvű szakdolgozatát az infokommunikációs eszközök hasznosíthatóságáról a nyelvoktatásban. Doktori tanulmányaival párhuzamosan nemzetközi specializációs közgazdász végzettséget is szerzett. A doktori disszertációját a digitális kommunikáció nyelvi hatásai témájában írta, és védte meg summa cum laude minősítéssel.

## Főbb publikációi
- Fertőző összeesküvés-elméletek. A koronavírus körüli konteók mint mémek. Magyar Nyelvőr 145: 16–31. DOI: 10.38143/Nyr.2021.1.16 (2021)
- Karanténszótár. Virális tartalom. Budapest: IKU-tár. (2020)
- Borkommunikáció. Aszútól a zenitig. Budapest: Századvég Kiadó. (szerkesztő) (2018)
- Digilect. The Impact of Infocommunication Technology on Language. Berlin−Boston: Walter de Gruyter. (2017)
- Netnyelvészet. Bevezetés az internet nyelvhasználatába. Budapest: L'Harmattan. (2017)
- Emoticons vs. Reaction-Gifs. Non-Verbal Communication on the Internet from the Aspects of Visuality, Verbality and Time. In: Benedek, András − Nyíri, Kristóf (eds.): Beyond Words. Pictures, Parables, Paradoxes (series Visual Learning, vol. 5). Frankfurt: Peter Lang. 131−145. (2015)
- Megfontolások a digitális kommunikáció pragmatikai leírásához. In: Bárdosi Vilmos (szerk.): A nyelvi pragmatika kérdései szinkrón és diakrón megközelítésben. Budapest: Tinta Könyvkiadó, 239–250. (2015)
- Érzelemkifejezési módok a digitális kommunikációban: emotikonok és reakciógif-ek. Magyar Nyelvőr 2015/1: 74–85. (2015)
- Veszelszki Ágnes – Parapatics Andrea: A részvételtől a részvétig. A halál megjelenése és gyászmunka a közösségi oldalakon. Magyar Nyelvőr 2014/2. (2014)
- Information visualization: Infographics from a linguistic point of view. In: Benedek, András − Nyíri, Kristóf (eds.): The Power of the Image (series Visual Learning, vol. 4). Frankfurt: Peter Lang. 99−109. (2014)
- A slam poetry mint sajátos szövegalkotó gyakorlat. In: Bárdosi Vilmos (szerk.): Szövegalkotó gyakorlatok, nyelvteremtő praktikák. Budapest: Tinta Könyvkiadó. 203–217. (2014)
- Promiscuity of Images. Memes from an English-Hungarian Contrastive Perspective. In: Benedek, András − Nyíri, Kristóf (eds.): How To Do Things With Pictures: Skill, Practice, Performance (series Visual Learning, vol. 3). Frankfurt: Peter Lang. 115−127. (2013)
- A digilektus hatása a dialóguslevelekre. In: Magyar Nyelv, 2013/4. 435–447. (2013)
- A digilektus hatása az írásbeli és a szóbeli kommunikációra egy kérdőíves vizsgálat alapján. In: Magyar Nyelvőr, 2013/3. 248–274. (2013)
- Web 2.0, információelérés, taxonómia. In: Magyar Tudomány, 2013/4. 468–472. (2013)
- A digilektus beszélt nyelvi jellemzői. In: Bárdosi Vilmos (főszerk.): Tanulmányok. Nyelvtudományi Doktori Iskola. Asteriskos 1. Eötvös Loránd Tudományegyetem Bölcsészettudományi Kar doktori iskolák tanulmányai. Budapest: ELTE BTK. 399−417. (2012)
- A digilektus korának kulturális jellemzői. In: Balázs Géza, Veszelszki Ágnes (szerk.): Nyelv és kultúra − kulturális nyelvészet. Budapest: Magyar Szemiotikai Társaság. 234−239. (2012)
- Netszótár. @-tól a Zukbergnetig. Budapest: ELTE Eötvös Kiadó. (szerkesztő) (2012)
- Digilektus a lektusok rendszerében. In: Illés-Molnár Márta, Kaló Zsuzsa, Klein Laura, Parapatics Andrea (szerk.): Félúton 5. Az ELTE BTK Nyelvtudományi Doktori Iskolájának konferenciája. Budapest: ELTE BTK Nyelvtudományi Doktori Iskola. 199−215. (2010)
- Grammatikalizáció, különös tekintettel az asszemre. In: Bárdosi Vilmos (szerk.): Világkép a nyelvben és a nyelvhasználatban. Budapest: Tinta Könyvkiadó. 249−265. (2010)
- Egy beszélt nyelvi jellemző, a témaismétlő névmás csevegésszövegekben. In: Magyar Nyelvőr, 2008. április–június, 132: 235–244. (2008)
- Térkonstrukciók. Földrajzi nevek parafrázisai kognitív keretben. In: Névtani Értesítő 30. Szerk.: Farkas Tamás, Slíz Mariann. 55–65. (2008)
- Bódi Zoltán – Veszelszki Ágnes: Emotikonok. Érzelemkifejezés az internetes kommunikációban; Magyar Szemiotikai Társaság, Bp., 2006 + CD-ROM (Magyar szemiotikai tanulmányok)

## Kitüntetései
- Implom József-díj (Gyula város, Gyulai Erkel Ferenc Gimnázium és Kollégium, 2025)
- Kiváló mentor (Budapesti Corvinus Egyetem ETDT, 2021)
- Best Paper konzulensi elismerő oklevél (Budapesti Corvinus Egyetem, 2021)
- Az év oktatója (Budapesti Corvinus Egyetem, 2020)
- Sánta Zoltán-emlékdíj (Hungarian Wines, 2019)
- Deme László-ösztöndíj (Anyanyelvápolók Szövetsége, 2018)
- Pro Scientia OTDK-témavezetői díj (2013)
- Scopus Young Researchers díj (Elsevier – Scopus, Magyar Rektori Konferencia, 2008)
- Pro Ingenio (Bibó István Gimnázium, Kiskunhalas, 2000)
- Pro Schola (Bibó István Gimnázium, Kiskunhalas, 1999)

## Közéleti tevékenység, társasági tagság
- Magyar Nyelvtudományi Társaság, Magyar nyelvi szakosztály (titkár, 2013−)
- Visual Learning Lab, Budapest (tag, 2010−)
- Magyar Nyelvtudományi Társaság (tag, 2009−)
- MTA Modern Filológiai Társaság (tag, 2007−)
- Magyar Szemiotikai Társaság (tag, 2003−)